# Maranoa Region
Koordinaten: 25° 47′ S, 148° 35′ O

Die Maranoa Region ist ein lokales Verwaltungsgebiet (LGA) im australischen Bundesstaat Queensland. Das Gebiet ist 58.704 km² groß und hat etwa 13.000 Einwohner.

## Geographie
Die Region liegt in South West Queensland etwa 430 km westlich der Hauptstadt Brisbane. Der westliche Teil der LGA wird durch den namengebenden Maranoa River entwässert, während der Südosten hauptsächlich direkt dem Balonne River zugeführt wird und somit zum Einzugsgebiet des Murray River gehört und somit das Wasser dem Indischen Ozean zufließt. Der Nordosten der Maranoa Region hingegen wird vom Injune Creek und Fitzroy River entwässert und gehört somit zu dem Einzugsgebiet des Fitzroy River, der in den Pazifischen Ozean mündet.
Größte Stadt und Verwaltungssitz der LGA ist Roma mit etwa 6800 Einwohnern. Zur Region gehören folgende Stadtteile und Ortschaften: Amby, Baffle West, Ballaroo, Bargunyah, Begonia, Beilba, Bindebango, Blythdale, Bungeworgorai, Bungil, Bymount, Cornwall, Dargal Road, Dunkeld, Durham Downs, Eumamurrin, Eurella, Euthulla, Forestvale, Glenmorgan, Gunnewin, Highland Plains, Hodgson, Hutton Creek, Injune, Jackson, Jackson North, Jackson South, Kilmorey Falls, Mitchell, Mooga, Mount Abundance, Mount Bindango, Mount Howe, Mount Hutton, Mount Moffatt, Muckadilla, Mungallala South, Noorindoo, Oberina, Orallo, Orange Hill, Parknook, Pickanjinnie, Pony Hills, Roma, Simmie, Surat, Teelba, Tingun, Tyrconnel, Upper Dawson, V Gate, Walhallow, Wallumbilla, Wallumbilla North, Wallumbilla South, Warkon, Wellesley, Weribone, Westgrove, Womalilla, Womblebank, Wycombe, Yuleba, Yuleba North und Yuleba South.

## Geschichte
2008 wurden Roma Town und die vier Shires Bendemere, Booringa, Bungil und Warroo zur Roma Region zusammengeschlossen. Ein Jahr später erfolgte die Umbenennung in Maranoa Region.

## Verwaltung
Der Maranoa Regional Council hat neun Mitglieder. Der Mayor (Bürgermeister) und acht weitere Councillor werden von allen Bewohnern der Region gewählt. Die LGA ist nicht in Wahlbezirke unterteilt.